# جنیفر پرتش
جنیفر پرتش (انگلیسی: Jennifer Pertsch ) ویراستار داستان، نویسنده، تهیه‌کننده مجموعه تلویزیونی و یکی از شرکای جدید شرکت فرش تی‌وی است. این شرکت تولیدی در تورنتو واقع شده‌است و تخصص آن در زمینه مجموعه‌های پویانمایی است که قالباً مخاطبین نوجوان و خانوادگی دارد. خانم پرتش اویل کارش را با نویسندگی برای شرکت نلوانا لیمیتد شروع کرد. او خالق و تهیه کنندهٔ مجموعه‌های ۶ نوجوان، جزیره آرزوها، و آرزوهای مهیج می‌باشد. وی همچنین تهیه کننده مشترک مجموعه تلویزیونی جهنم افروخته می‌باشد.